# E.W. Marland
Ernest Whitworth Marland, född 8 maj 1874 i Pittsburgh i Pennsylvania, död 3 oktober 1941 i Ponca City i Oklahoma, var en amerikansk demokratisk politiker och affärsman. Han var ledamot av USA:s representanthus 1933–1935 och Oklahomas guvernör 1935–1939.
Marland avlade 1893 juristexamen vid University of Michigan och inledde två år senare sin karriär som advokat i Pittsburgh. År 1908 flyttade han till Ponca City där han var verksam inom oljeindustrin. Han grundade Marland Oil Company som senare fusionerades med Continental Oil. Marland efterträdde 1933 Milton C. Garber som kongressledamot och efterträddes 1935 av Phil Ferguson. I guvernörsvalet 1934 besegrade han republikanen William B. Pine, socialisten S.P. Green och Francis M. Simpson från Prohibition Party. Marland efterträdde 1935 William H. Murray som Oklahomas guvernör och efterträddes 1939 av Leon C. Phillips. Marland avled 1941 och gravsattes på Odd Fellows Cemetery i Ponca City.

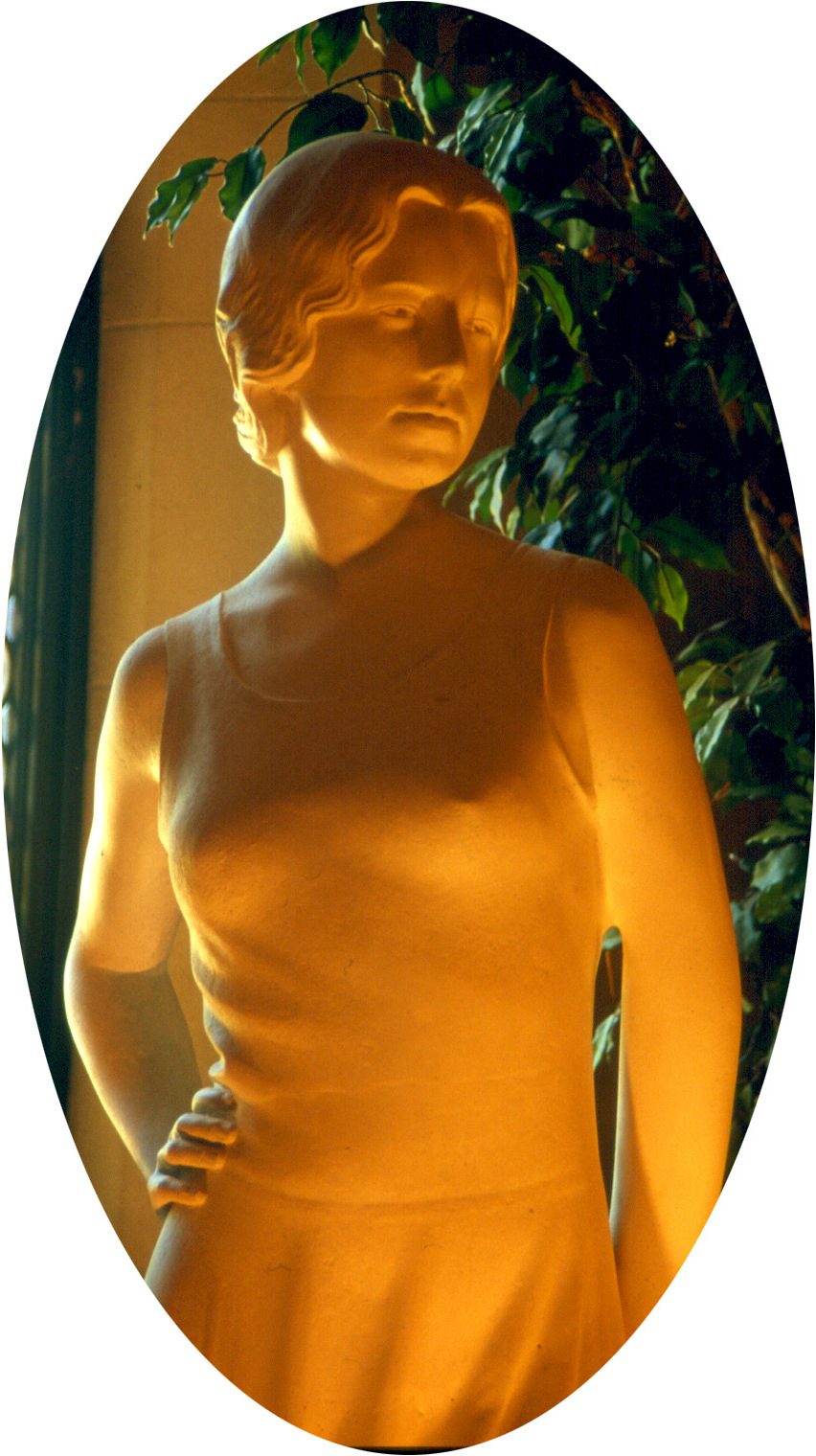
Staty över Marlands andra hustru Lydie av Jo Davidson.

Marlands första hustru Virginia avled 1926. Två år senare gifte han om sig med Lydie Roberts Marland som hade varit paret Marlands adoptivdotter. Adoptionen annullerades före äktenskapet. Änkan Lydie Marland deltog i marscherna mot Vietnamkriget på 1960-talet. Marlands favoritskulptör var Jo Davidson som gjorde statyer av oljemagnaten själv, Lydie samt George Marland som var E.W. och Virginia Marlands adoptivson.